# Carve (игра)
Carve — гоночная игра, разработанная компанией Argonaut Games и изданная Global Star Software эксклюзивно для Xbox.

## Игровой процесс
Игра рассчитана на команду из двух человек. Дуэт путешествует по миру и соревнуется с другими гоночными командами на различных плавательных средствах. Цель игры — занять первое место в рейтинге. В гонках игроку мешают волны и погода.

## Критика
| Сводный рейтинг    | Сводный рейтинг |
| Агрегатор          | Оценка          |
| ------------------ | --------------- |
| GameRankings       | 65,02 %         |
| Metacritic         | 64/100          |
| Иноязычные издания |                 |
| Издание            | Оценка          |
| Edge               | 7/10            |
| EGM                | 6/10            |
| Eurogamer          | 6/10            |
| Game Informer      | 6,5/10          |
| GameRevolution     | C               |
| GameSpot           | 6,6/10          |
| GameSpy            | [ 11 ]          |
| GameZone           | 6,5/10          |
| IGN                | 5,5/10          |
| OXM                | 7,1/10          |

Игра в целом получила смешанные отзывы, согласно сайту Metacritic.